# L.O.V.E. (Skulptur)

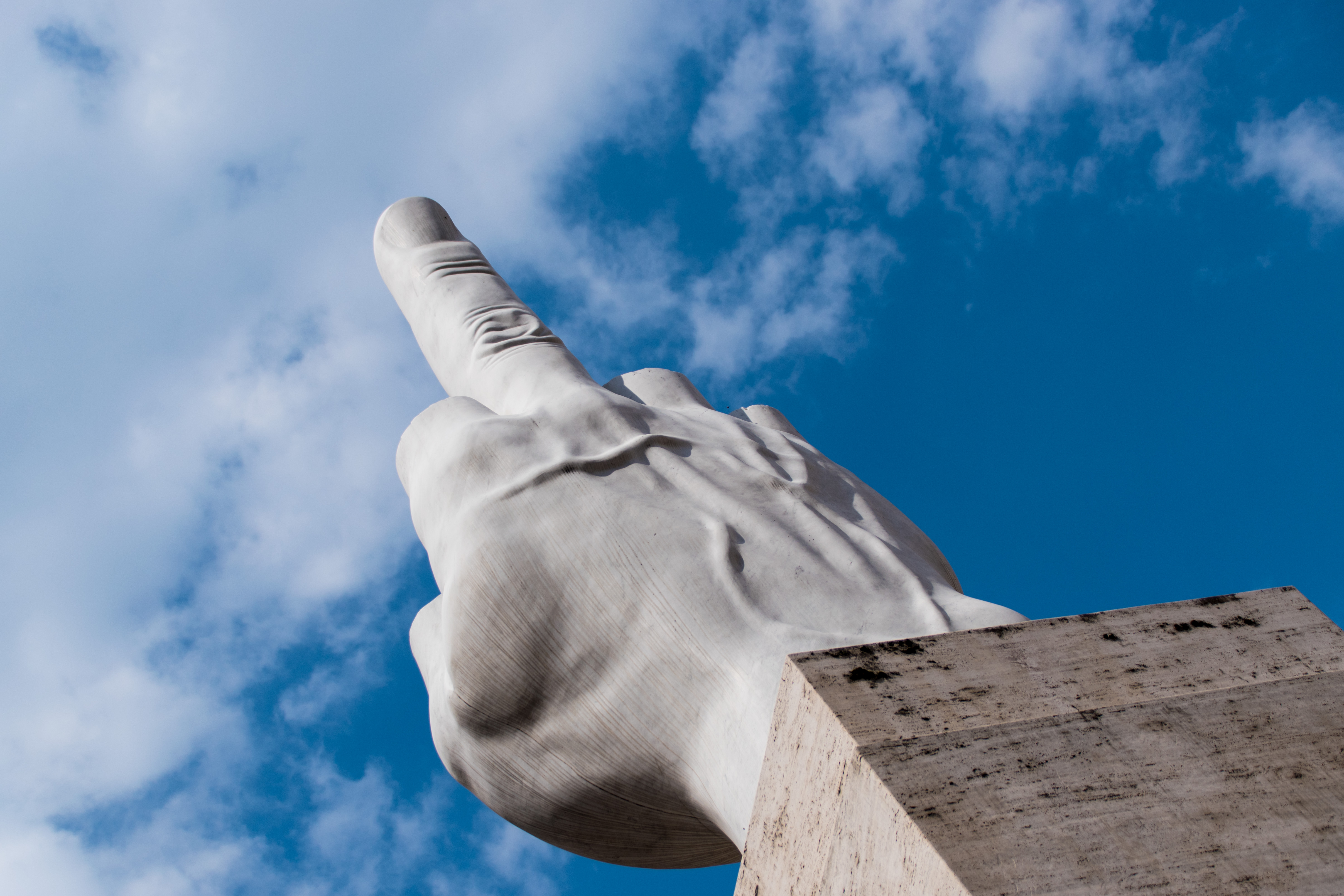
Maurizio Cattelans 11 Meter hohe Marmorstatue an der Mailänder Börse.

L.O.V.E. (Akronym für Libertà, Odio, Vendetta, Eternità – Freiheit, Hass, Rache, Ewigkeit), allgemein bekannt als Il Dito („der Finger“), ist eine Skulptur des italienischen Künstlers Maurizio Cattelan.

## Beschreibung und Interpretation
Die Skulptur befindet sich im Zentrum der Piazza degli Affari in Mailand, direkt gegenüber vom Palazzo Mezzanotte, dem Sitz der Mailänder Börse. Sie ist aus Carrara-Marmor gefertigt. Ohne Sockel ist sie 4,60 Meter hoch und mit Sockel 11 Meter hoch. Sie zeigt eine Hand mit abgetrennten Fingern, einzig der Mittelfinger ist erhalten.
Maurizio Cattelan hat die genaue Bedeutung der Skulptur nie offengelegt. Zwei weit verbreitete Interpretationen sind, dass sie sowohl eine Kritik am faschistischen Gruß darstellen soll und gleichzeitig als Protest gegen die Finanzinstitutionen zu verstehen ist - als Reaktion auf die Finanzkrise von 2007–2008. Während die Skulptur von vorne klar den ausgestreckten Mittelfinger zeigt, lässt die Seitenansicht deutlich eine Haltung erkennen, die an den faschistischen Gruß erinnert.
Tatsächlich steht die Skulptur direkt vor dem Palazzo Mezzanotte, einem Gebäude, das während der faschistischen Ära vom Architekten Paolo Mezzanotte entworfen und 1932 fertiggestellt wurde und heute die italienische Börse beherbergt.

## Geschichte
Enthüllt wurde das Werk am 24. September 2010 von der damaligen Bürgermeisterin Mailands, Letizia Moratti, im Rahmen einer Retrospektive von Cattelan im Palazzo Reale. Ursprünglich sollte es nur eine Woche aufgestellt bleiben, doch schon kurz nach der Installation begannen Diskussionen über eine dauerhafte Platzierung.
Cattelan selbst schrieb einen Brief an den damaligen Kulturstadtrat Massimiliano Finazzer Flory, in dem er sich bereit erklärte, die Skulptur der Stadt zu schenken – unter der ausdrücklichen Bedingung, dass sie dauerhaft gegenüber der Börse stehenbleiben muss.
Trotz Widerstands aus der Finanzwelt wurde die Ausstellung der Skulptur mehrfach verlängert. Zwischen 2011 und 2012 entschied die neue Stadtregierung unter Giuliano Pisapia, dem Nachfolger Morattis, das Werk dauerhaft aufzustellen.
2013, während der Fashion Week, bedeckten Greenpeace-Aktivisten den Finger mit einem grünen Handschuh, um auf Umweltprobleme in der Modeindustrie hinzuweisen. 2023 übergossen Aktivisten der Gruppe Ultima Generazione, die sich gegen Untätigkeit beim Klimaschutz engagiert, den Sockel der Skulptur mit abwaschbarer gelber Farbe, um gegen staatliche Subventionen für fossile Brennstoffe zu protestieren.